# Joanne World Tour
Il Joanne World Tour è stato il sesto tour di concerti della cantautrice statunitense Lady Gaga, a supporto del suo quinto album in studio Joanne (2016).
Il tour ha avuto inizio il 1º agosto 2017 a Vancouver e sarebbe dovuto concludersi il 18 dicembre dello stesso anno a Inglewood, ma, a causa di problemi di salute della cantante, le date europee sono state spostate all'inizio del 2018.
La fine del tour era prevista a Berlino il 23 febbraio 2018, ma, a causa della fibromialgia di cui soffre la cantante, il 3 febbraio 2018 vengono cancellati i restanti dieci concerti europei con un comunicato ufficiale. Il tour si è concluso pertanto il 1º febbraio 2018 a Birmingham.
Il tour è stato un grande successo commerciale: in sole 49 date, tutte quante sold out, ha attratto circa 840.000 spettatori ed incassato complessivamente più di 94 milioni di dollari, risultando la tournée di maggior successo di un'artista femminile nel 2017.

## Informazioni
Dopo la pubblicazione del suo quinto album in studio, Joanne, Lady Gaga ha intrapreso un breve tour promozionale di tre date in alcuni bar degli Stati Uniti, chiamato Dive Bar Tour.
Dopo la sua esibizione al Super Bowl LI nel febbraio 2017, Gaga ha annunciato il suo nuovo tour mondiale sui suoi profili social.
Inizialmente, si pensava che il tour sarebbe dovuto iniziare il 15 aprile 2017 a Indio, come parte del Coachella Valley Music and Arts Festival, ma non fu così. Infatti il tour iniziò ufficialmente il 1 agosto 2017 a Vancouver, in Canada.

## Sinossi
Lo show inizia con un countdown proiettato sul sipario del palco. Intanto, si può udire più volte la frase "Don't call me Gaga", tratta dal singolo Monster. Alla fine del countdown, il sipario si alza e Lady Gaga appare in scena sopra un'enorme piattaforma sopraelevata. Dopo aver urlato "Call me Joanne", esegue Diamond Heart. Successivamente i chitarristi e i ballerini raggiungono la cantante e viene eseguita A-Yo, seguita da Poker Face, eseguita in abiti da cowboy. Chiude questa sezione una versione riarrangiata di Perfect Illusion. Alla fine del brano, Gaga scompare sotto il palco per un cambio d'abito.

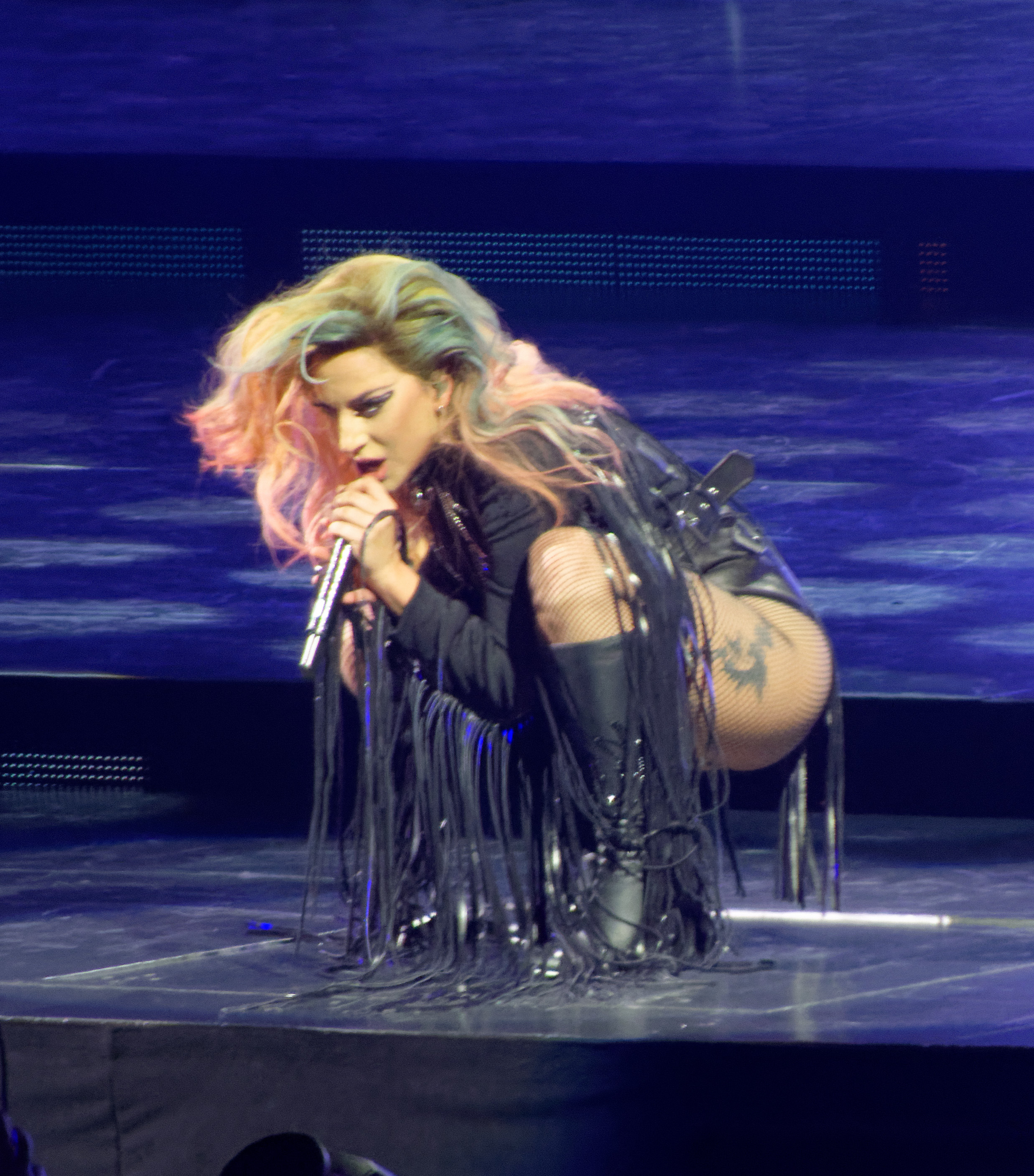
Lady Gaga durante l'esecuzione di Perfect Illusion

Il secondo atto inizia con un video dove Lady Gaga guida una macchina in modo spericolato. Quando quest'ultimo finisce, viene eseguita John Wayne. Durante la canzone, sullo schermo e in fondo al palco, vengono sparate delle fiamme. Quando John Wayne finisce, Lady Gaga fa un discorso. Il brano seguente è Scheiße, tratta dall'album Born This Way, seguita da una nuova versione di Alejandro, che chiude il secondo atto.
Il terzo atto inizia con un altro video, chiamato Horns, dove Gaga e un modello di colore hanno delle corna da rinoceronte. Successivamente, l'artista torna in scena indossando un abito blu adornato di perle, ed esegue Just Dance con una keytar. Gaga poi canta LoveGame con il suo nuovo disco stick. Per l'occasione, il brano contiene elementi di John Wayne. Segue Telephone, eseguita con la coreografia del video musicale.

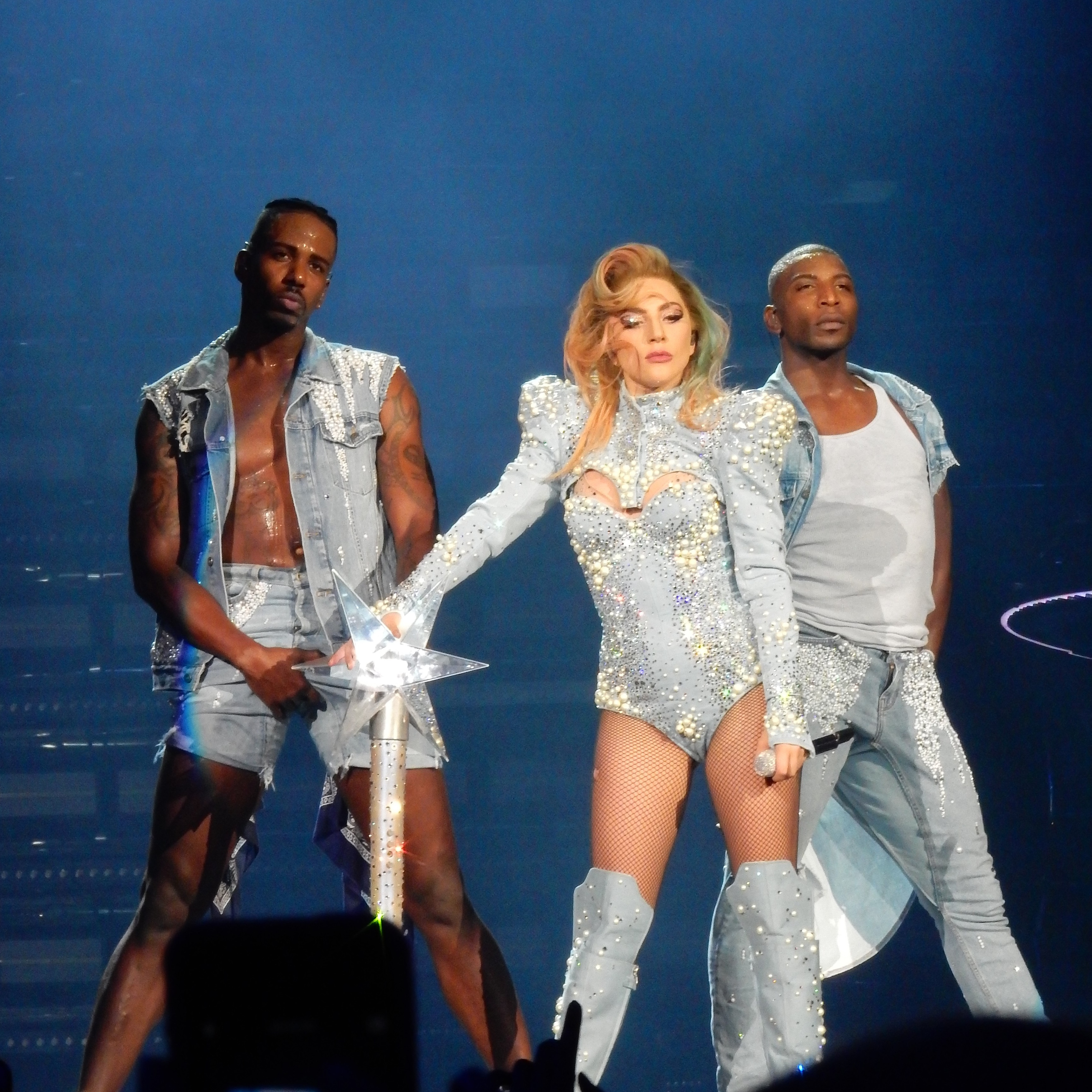
Lady Gaga durante LoveGame

Dopo un terzo filmato, l'artista torna in scena ed esegue Applause, durante la quale i ballerini indossano dei costumi floreali. Intanto, si dirige in una parte separata del palco. Quando la canzone finisce, fa un discorso per poi eseguire Come to Mama al pianoforte, seguita da una versione acustica di The Edge of Glory. In seguito Lady Gaga indossa una grande gonna bianca di tulle ed esegue Born This Way. Dopo aver fatto ritorno sul palco principale, sparisce dietro le quinte mentre la band suona un outro ispirata al termine della versione presente nell'omonimo album.
Dopo un filmato chiamato Cult, la cantante torna in scena indossando un ampio abito rosso ed esegue Bloody Mary, anch'essa tratta da Born This Way. In seguito, si toglie il vestito, rivelando un body rosso. Viene eseguita così Dancin' In Cirles, su uno dei due piccoli palchi rotondi. Segue Paparazzi. Ad un certo punto della canzone, Gaga si solleva in aria tramite uno dei ponti del palco e si possono udire i suoni delle sirene di un'ambulanza, che trasformano questa parte della canzone in un vero e proprio interludio, chiamato Ambulance. Poco dopo, il ponte viene calato di nuovo e Lady Gaga, con un nuovo abito, esegue Angel Down, seguita da Joanne, dedicata all'omonima zia deceduta prima della nascita della cantante.
In seguito ad un interludio chiamato Pain, Gaga torna in scena con uno stravagante abito bianco ed esegue Bad Romance con i suoi ballerini. L'artista legge poi le lettere dei fan ed esegue The Cure.

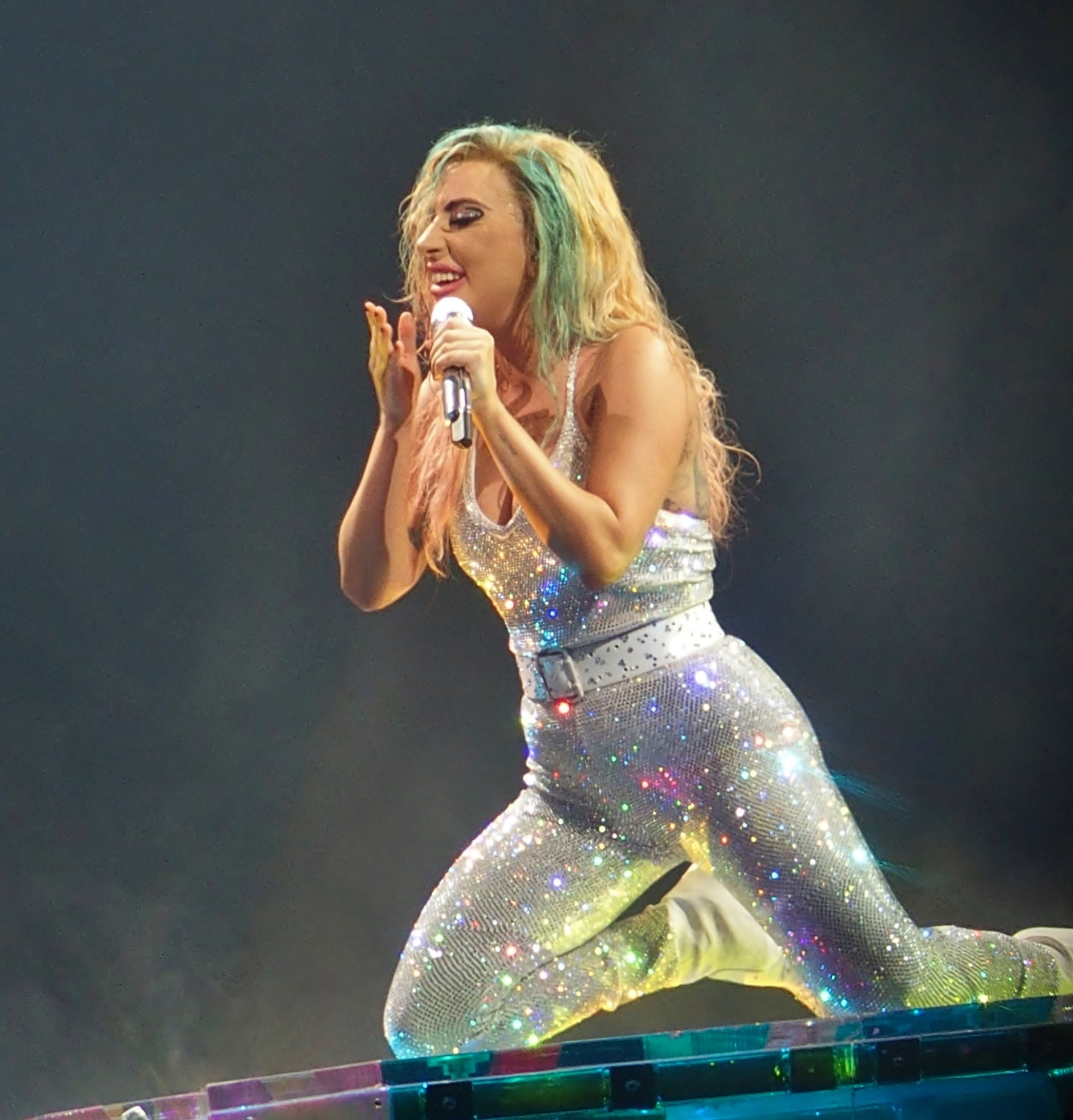
Lady Gaga chiude lo show con Million Reasons

Alla fine dello show, la cantante torna sul palco ed esegue Million Reasons con un abito argentato. Quando quest'ultima canzone dello show finisce, Lady Gaga saluta il pubblico e sparisce sotto il palco insieme al pianoforte, chiudendo lo show.

## Scenografia
Il grande palco è costituito da un Main Stage caratterizzato da 9 grandi piattaforme con video-wall incorporato in grado di elevarsi e dare un forte impatto scenico. Sono presenti delle botole che permettono la fuoriuscita di fuoco e di sparare speciali fuochi d’artificio. È inoltre presente un grande maxi schermo che si alza e bassa secondo lo svolgimento dello spettacolo. Vi sono anche due ascensori che permettono alla cantante di andare sotto il palco per effettuare i cambi d’abito. Ci sono poi due palchi di dimensioni ridotte a forma circolare, anch’essi in grado di sopraelevarsi, che possono essere raggiunti da speciali passerelle che scendono appositamente dal tetto delle arene per consentire alla cantante di spostarsi. Inoltre tali passerelle, quando non sono impiegate per gli spostamenti sui palchi, vengono capovolte affinché rimangano sospese per aria e permettano di avere la funzione di video-wall. Vi è inoltre un ultimo palco che è posto all’estremo di quello principale in cui è presente un pianoforte e un altro ascensore che lo collega al backstage. (Anch'esso viene raggiunto dalla cantante grazie alle passerelle mobili). È inoltre importante l’effetto emesso dalle migliaia di luci presenti lungo tutto il palco.
Nelle date statunitensi che si sono svolte negli stadi, il palco venne semplificato, con solo il main stage e una passerella che lo collegava al pianoforte.
Nella data di Milano al Mediolanum Forum, il palco venne semplificato per le ridotte dimensioni dell'arena.

## Curiosità
- A partire dalla data di Montréal, il 3 novembre 2017, Lady Gaga ha cambiato alcuni vestiti del primo atto, del quinto atto e dell'encore. Anche le calzature vennero modificate e l'altezza dei tacchi di alcune venne ridotta.
- Esclusivamente nella data del 18 gennaio 2018, durante lo spettacolo di Milano, Lady Gaga ha indossato un body con stivali coordinati di Versace, ispirati alla collezione tributo della Maison a Gianni Versace per l'esibizione di Million Reasons.
- La performance di The Cure della data di Washington D.C. del 19 novembre è stata trasmessa in diretta televisiva come parte degli American Music Award. Nell'occasione alla cantante è stato anche consegnato il premio come "miglior artista pop/rock femminile".
- Nella data del 18 dicembre 2017 a Inglewood, Mark Ronson si unì a Lady Gaga sul palco per cantare Joanne.[5]
- A partire dalla seconda data di Barcellona del 16 gennaio 2018, prima dell'inizio del concerto, viene proiettato il documentario della cantante Gaga: Five Foot Two
- Nella prima data di Birmingham, il 31 gennaio 2018, durante Bad Romance , il palco ebbe un guasto e Lady Gaga interruppe immediatamente la canzone, dicendo che continuare sarebbe stato pericoloso. La performance venne ripresa poco dopo, con il palco di nuovo benfunzionante.

## Critica

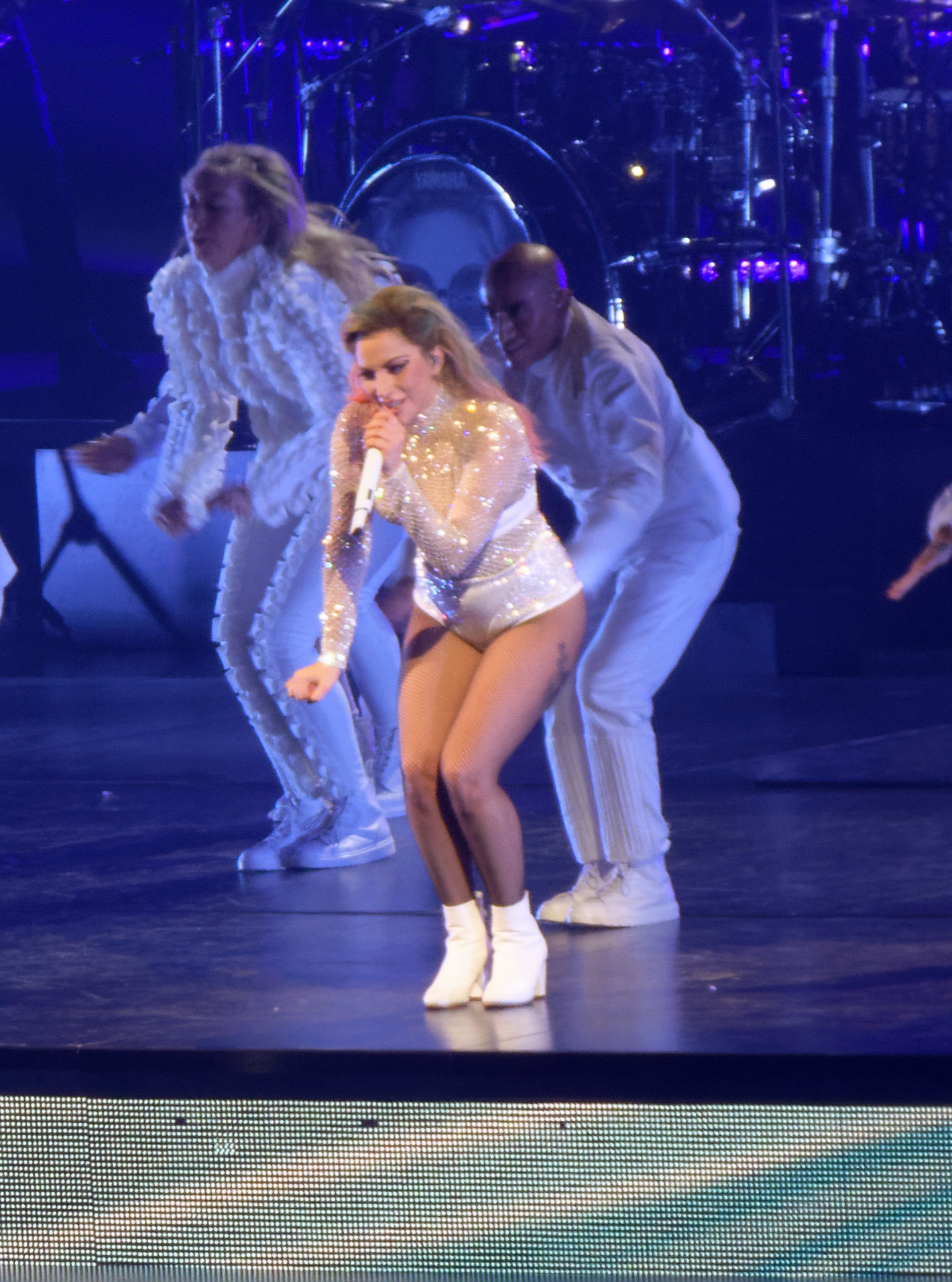
Lady Gaga durante The Cure

Il Joanne World Tour è stato accolto positivamente dalla critica specializzata. Riguardo alla tappa di apertura a Vancouver, Marsha Lederman del The Globe and Mail ha scritto: "da rimanere a bocca aperta, alzare le sopracciglia, spettacolare, con coreografie intricate, effetti pirotecnici ed un complesso ed ingegnoso design". Robert Collins di CTV Vancouver ha invece detto: "Forse la musica pop nel 2017 ha migliori cantanti, ballerine, e anche performer a 360 gradi, ma nessuno fa arte più interessante di Lady Gaga". Il tour è stato generalmente apprezzato anche dalle riviste di moda per via del book fotografico creato, soprattutto Vogue ed Elle hanno rilasciato critiche positive al riguardo.
La stilista Donatella Versace che ha partecipato allo spettacolo di Milano ha scritto in un suo post su Instagram che lo spettacolo visto è stato uno dei più fantastici di cui sia stata testimone. Sempre sulla data italiana, Mario Manca di Vanity Fair ha scritto: "[...] se c’è una cosa che salta subito all’occhio è la sobrietà che accompagna non solo Gaga, ma anche i suoi fan, come se sapessero che il loro idolo ha abbandonato i capricci da diva per essere semplicemente «Joanne», una ragazza di 31 anni con tutte le fragilità e le insicurezze di chiunque altro." e ha continuato: "[...] un viaggio straordinario fra la Gaga di ieri, eccessiva e pop, e la Gaga di oggi, più intima e riflessiva. [...] il Joanne World Tour non è altro che questo: un atto d’amore dedicato alla sua famiglia, ma ancora di più a se stessa [...] E vai con gli applausi, con i palloncini rosa pallido, con i cartelloni con su scritto «Stay Joanne» e con quel «Ciao Italia, ti amo Milano» che chiude una serata emozionante e, a tratti, commovente."
Una recensione meno positiva viene invece da Will Gompertz di BBC News, che, dopo aver assistito alla prima data di Birmingham, scrive: "[...] le mani erano tutte innalzate e si muovevano per qualsiasi numero, tutti gli smartphone erano illuminati durante The Edge of Glory, e gridi di approvazione facevano eco nell'arena quando la cantante parlava di pari diritti, individualità e amicizia. [...] però mi è sembrato che l'eccessivo muoversi nelle sue esibizioni abbia compromesso la sua voce delle volte, e lo show di per sé è stato troppo ordinario per un'artista che riprendeva le fila di Bowie, Roxy Music, Grace Jones, e The Fall."

## Scaletta
Questa è la scaletta del concerto del 1º agosto 2017 a Vancouver, non è pertanto rappresentativa di tutti i concerti.
Countdown Intro (contiene elementi di Monster)
1. Diamond Heart
2. A-Yo
3. Poker Face
4. Perfect Illusion

Interlude: Car
1. John Wayne
2. Scheiße
3. Alejandro

Interlude: Horns
1. Just Dance
2. LoveGame (contiene elementi di John Wayne)
3. Telephone

Interlude: Monster Film
1. Applause
2. Come to Mama
3. The Edge of Glory (versione acustica)
4. Born this Way

Interlude: Cult
1. Bloody Mary
2. Dancin' in Circles
3. Paparazzi

Interlude: Ambulance (contiene elementi di Paparazzi)
1. Angel Down
2. Joanne

Interlude: Pain
1. Bad Romance
2. The Cure
3. Million Reasons

### Variazioni della scaletta

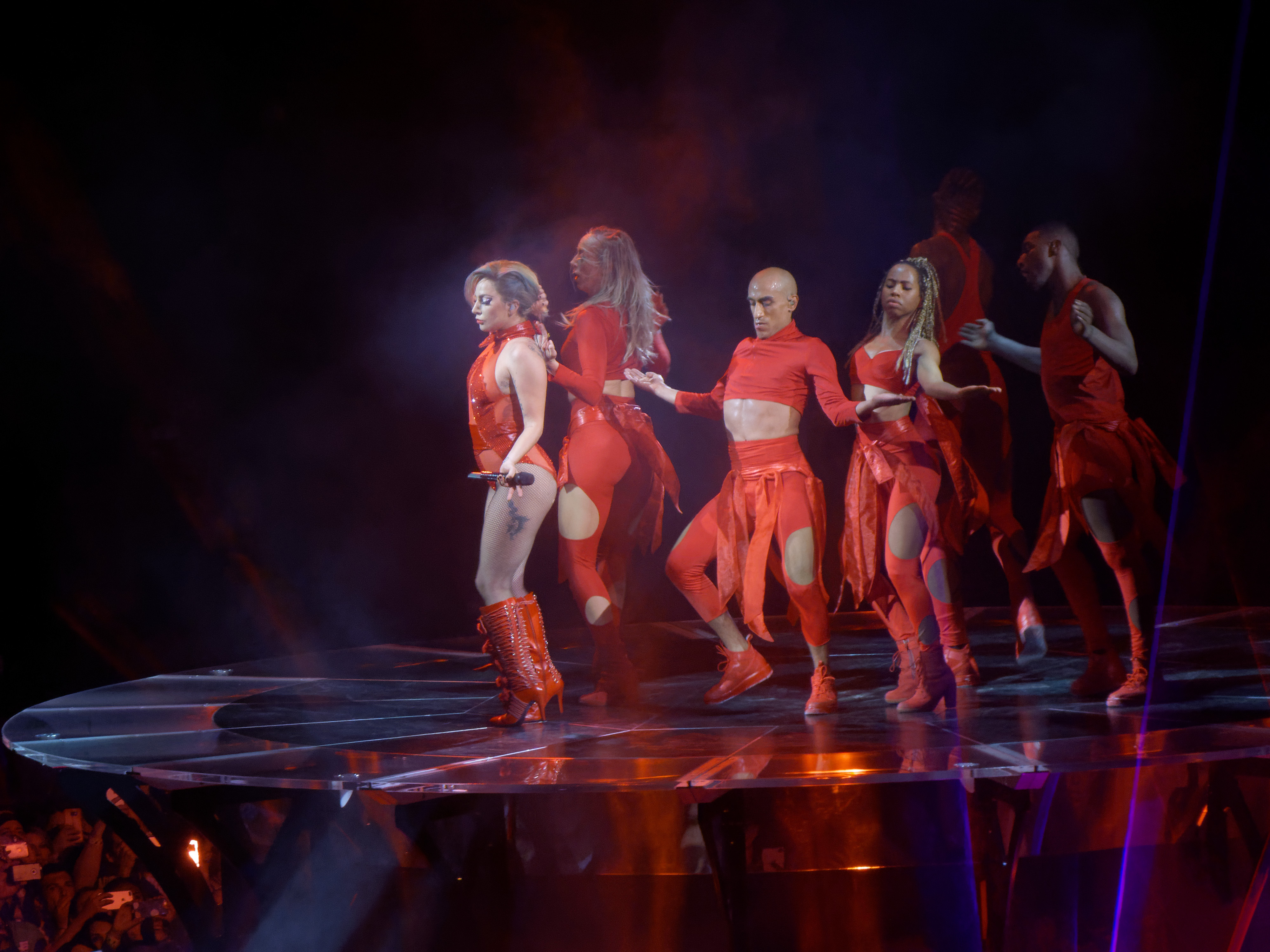
L'esecuzione di Dancin' in Circles

- Nella data di Omaha, Lady Gaga ha eseguito il singolo Yoü and I.
- Nelle date statunitensi tenutesi negli stadi, a causa di leggi vigenti sui rumori notturni dopo un certo orario, sono state eliminate dalla scaletta Bloody Mary, Dancin' in Circles e Paparazzi.
- A Filadelfia, dopo Bad Romance, Lady Gaga ha cantato a cappella una parte di Hair.
- A Houston e nella terza data di Inglewood, Lady Gaga ha cantato Grigio Girls, canzone dedicata ad una sua amica deceduta a causa del cancro.
- Nella data di Milano, Lady Gaga ha cantato a cappella una parte della canzone Donatella in onore di Donatella Versace, presente tra il pubblico.
- Nella data di Amsterdam, Lady Gaga ha intonato a cappella una parte di Mary Jane Holland e di So Happy I Could Die. Quest’ultima è stata cantata, sempre a cappella, anche nella tappa seguente ad Anversa.
- Nel secondo spettacolo a Birmingham, Lady Gaga ha eseguito a cappella una parte di Grigio Girls e di Marry the Night.

## Artisti d'apertura
La seguente lista rappresenta il numero correlato agli artisti d'apertura nella tabella delle date del tour.
- DJ White Shadow = 1

## Date
| Data              | Città            | Stato        | Luogo                    | Artisti d'apertura  | Biglietti (venduti / disponibili) | Incasso      |
| Nord America      | Nord America     | Nord America | Nord America             | Nord America        | Nord America                      | Nord America |
| ----------------- | ---------------- | ------------ | ------------------------ | ------------------- | --------------------------------- | ------------ |
| 1º agosto 2017    | Vancouver        | Canada       | Rogers Arena             | N.D.                | 15.655 / 15.655                   | $1.436.965   |
| 3 agosto 2017     | Edmonton         | Canada       | Rogers Place             | N.D.                | 15.002 / 15.002                   | $1.478.910   |
| 5 agosto 2017     | Tacoma           | Stati Uniti  | Tacoma Dome              | N.D.                | 19.296 / 19.296                   | $2.158.960   |
| 8 agosto 2017     | Inglewood        | Stati Uniti  | The Forum                | N.D.                | 28.567 / 28.567                   | $3.633.410   |
| 9 agosto 2017     | Inglewood        | Stati Uniti  | The Forum                | N.D.                | 28.567 / 28.567                   | $3.633.410   |
| 11 agosto 2017    | Las Vegas        | Stati Uniti  | T-Mobile Arena           | N.D.                | 15.893 / 15.893                   | $2.139.858   |
| 13 agosto 2017    | San Francisco    | Stati Uniti  | AT&T Park                | 1                   | 39.225 / 39.225                   | $4.674.972   |
| 15 agosto 2017    | Sacramento       | Stati Uniti  | Golden 1 Center          | N.D.                | 15.546 / 15.546                   | $1.663.263   |
| 19 agosto 2017    | Omaha            | Stati Uniti  | CenturyLink Center Omaha | N.D.                | 15.886 / 15.886                   | $1.693.038   |
| 21 agosto 2017    | Saint Paul       | Stati Uniti  | Xcel Energy Center       | N.D.                | 16.612 / 16.612                   | $1.813.406   |
| 23 agosto 2017    | Cleveland        | Stati Uniti  | Quicken Loans Arena      | N.D.                | 15.552 / 15.552                   | $1.622.428   |
| 25 agosto 2017    | Chicago          | Stati Uniti  | Wrigley Field            | 1                   | 41.847 / 41.847                   | $5.213.820   |
| 28 agosto 2017    | New York         | Stati Uniti  | Citi Field               | 1                   | 69.978 / 69.978                   | $9.520.390   |
| 29 agosto 2017    | New York         | Stati Uniti  | Citi Field               | 1                   | 69.978 / 69.978                   | $9.520.390   |
| 1º settembre 2017 | Boston           | Stati Uniti  | Fenway Park              | 1                   | 67.660 / 67.660                   | $8.111.672   |
| 2 settembre 2017  | Boston           | Stati Uniti  | Fenway Park              | 1                   | 67.660 / 67.660                   | $8.111.672   |
| 6 settembre 2017  | Toronto          | Canada       | Air Canada Centre        | N.D.                | 31.526 / 31.526                   | $3.328.841   |
| 7 settembre 2017  | Toronto          | Canada       | Air Canada Centre        | N.D.                | 31.526 / 31.526                   | $3.328.841   |
| 10 settembre 2017 | Filadelfia       | Stati Uniti  | Wells Fargo Center       | N.D.                | 32.296 / 32.296                   | $3.529.109   |
| 11 settembre 2017 | Filadelfia       | Stati Uniti  | Wells Fargo Center       | N.D.                | 32.296 / 32.296                   | $3.529.109   |
| 3 novembre 2017   | Montréal         | Canada       | Bell Centre              | N.D.                | 17.946 / 17.946                   | $1.525.732   |
| 5 novembre 2017   | Indianapolis     | Stati Uniti  | Bankers Life Fieldhouse  | N.D.                | 15.375 / 15.375                   | $1.606.010   |
| 7 novembre 2017   | Detroit          | Stati Uniti  | Little Caesars Arena     | N.D.                | 15.550 / 15.550                   | $1.712.378   |
| 9 novembre 2017   | Uncasville       | Stati Uniti  | Mohegan Sun Arena        | N.D.                | 15.394 / 15.394                   | $1.784.100   |
| 11 novembre 2017  | Uncasville       | Stati Uniti  | Mohegan Sun Arena        | N.D.                | 15.394 / 15.394                   | $1.784.100   |
| 13 novembre 2017  | Louisville       | Stati Uniti  | KFC Yum! Center          | N.D.                | 17.997 / 17.997                   | $1.959.814   |
| 15 novembre 2017  | Kansas City      | Stati Uniti  | Sprint Center            | N.D.                | 15.117 / 15.117                   | $1.612.710   |
| 16 novembre 2017  | Saint Louis      | Stati Uniti  | Scottrade Center         | N.D.                | 16.343 / 16.343                   | $1.577.704   |
| 19 novembre 2017  | Washington, D.C. | Stati Uniti  | Capital One Arena        | N.D.                | 15.288 / 15.288                   | $1.901.754   |
| 20 novembre 2017  | Pittsburgh       | Stati Uniti  | PPG Paints Arena         | N.D.                | 15.228 / 15.228                   | $1.641.888   |
| 28 novembre 2017  | Atlanta          | Stati Uniti  | Philips Arena            | N.D.                | 12.155 / 12.155                   | $1.615.820   |
| 30 novembre 2017  | Miami            | Stati Uniti  | American Airlines Arena  | N.D.                | 14.738 / 14.738                   | $1.776.734   |
| 1º dicembre 2017  | Tampa            | Stati Uniti  | Amalie Arena             | N.D.                | 15.170 / 15.170                   | $1.627.766   |
| 3 dicembre 2017   | Houston          | Stati Uniti  | Toyota Center            | N.D.                | 13.100 / 13.100                   | $1.712.302   |
| 5 dicembre 2017   | Austin           | Stati Uniti  | Frank Erwin Center       | N.D.                | 12.981 / 12.981                   | $1.437.660   |
| 8 dicembre 2017   | Dallas           | Stati Uniti  | American Airlines Center | N.D.                | 15.047 / 15.047                   | $1.771.939   |
| 9 dicembre 2017   | Oklahoma City    | Stati Uniti  | Chesapeake Energy Arena  | N.D.                | 14.072 / 14.072                   | $1.512.444   |
| 12 dicembre 2017  | Denver           | Stati Uniti  | Pepsi Center             | N.D.                | 15.852 / 15.852                   | $1.620.472   |
| 14 dicembre 2017  | Salt Lake City   | Stati Uniti  | Vivint Smart Home Arena  | N.D.                | 12.688 / 12.688                   | $1.425.214   |
| 16 dicembre 2017  | Las Vegas        | Stati Uniti  | T-Mobile Arena           | N.D.                | 14.478 / 14.478                   | $2.163.880   |
| 18 dicembre 2017  | Inglewood        | Stati Uniti  | The Forum                | N.D.                | 13.282 / 13.282                   | $1.707.064   |
| Europa            |                  |              |                          |                     |                                   |              |
| 14 gennaio 2018   | Barcellona       | Spagna       | Palau Sant Jordi         | N.D.                | 28.918 / 28.918                   | $2.113.298   |
| 16 gennaio 2018   | Barcellona       | Spagna       | Palau Sant Jordi         | Gaga: Five Foot Two | 28.918 / 28.918                   | $2.113.298   |
| 18 gennaio 2018   | Assago           | Italia       | Mediolanum Forum         | Gaga: Five Foot Two | 11.170 / 11.170                   | $1.109.390   |
| 20 gennaio 2018   | Amsterdam        | Paesi Bassi  | Ziggo Dome               | Gaga: Five Foot Two | 15.397 / 15.397                   | $1.465.089   |
| 22 gennaio 2018   | Anversa          | Belgio       | Sportpaleis              | Gaga: Five Foot Two | 15.533 / 15.533                   | $1.435.452   |
| 24 gennaio 2018   | Amburgo          | Germania     | Barclaycard Arena        | Gaga: Five Foot Two | 10.587 / 10.587                   | $1.055.950   |
| 31 gennaio 2018   | Birmingham       | Regno Unito  | Arena Birmingham         | Gaga: Five Foot Two | 12.456 / 12.456                   | $1.138.126   |
| 1º febbraio 2018  | Birmingham       | Regno Unito  | Genting Arena            | Gaga: Five Foot Two | 9.522 / 9.522                     | $799.708     |
| Totale            | Totale           | Totale       | Totale                   | Totale              | 841.935 / 841.935 (100%)          | $94.911.783  |

### Cancellazioni
| Data              | Città          | Stato       | Luogo               | Causa                       |
| Sud America       | Sud America    | Sud America | Sud America         | Sud America                 |
| ----------------- | -------------- | ----------- | ------------------- | --------------------------- |
| 15 settembre 2017 | Rio de Janeiro | Brasile     | Barra Olympic Park  | Fibromialgia della cantante |
| Europa            |                |             |                     |                             |
| 4 febbraio 2018   | Londra         | Regno Unito | The O2 Arena        | Fibromialgia della cantante |
| 6 febbraio 2018   | Manchester     | Regno Unito | Manchester Arena    | Fibromialgia della cantante |
| 8 febbraio 2018   | Londra         | Regno Unito | The O2 Arena        | Fibromialgia della cantante |
| 11 febbraio 2018  | Zurigo         | Svizzera    | Hallenstadion       | Fibromialgia della cantante |
| 13 febbraio 2018  | Colonia        | Germania    | Lanxess Arena       | Fibromialgia della cantante |
| 15 febbraio 2018  | Stoccolma      | Svezia      | Ericsson Globe      | Fibromialgia della cantante |
| 17 febbraio 2018  | Copenaghen     | Danimarca   | Royal Arena         | Fibromialgia della cantante |
| 20 febbraio 2018  | Parigi         | Francia     | AccorHotels Arena   | Fibromialgia della cantante |
| 21 febbraio 2018  | Parigi         | Francia     | AccorHotels Arena   | Fibromialgia della cantante |
| 23 febbraio 2018  | Berlino        | Germania    | Mercedes-Benz Arena | Fibromialgia della cantante |